# Martina Dalić
Martina Dalić, née le 12 novembre 1967, est une économiste et femme politique croate.

## Biographie
De 2010 à 2013, elle est la première femme nommée ministre des finances de Croatie,.
Le 19 octobre 2016, elle fait partie du gouvernement nouvellement élu en tant que vice-première ministre et Ministre de l'Économie, de l’Entreprenariat et de l'Artisanat. Début mai 2018, elle donne sa démission après une controverse liée à des conflits d'intérêts dans la restructuration du géant du secteur agroalimentaire Agrokor.